# Johannes Rollfuß
Adalbert Johannes Rollfuß (* 11. März 1859 in Chemnitz; † 3. Mai 1906 in Zittau) war ein deutscher Politiker (Nationalliberale Partei). Er war Mitglied des sächsischen Landtages und Syndikus der Zittauer Handels- und Gewerbekammer.

## Leben und Wirken
Er studierte, nachdem er das Gymnasium seiner Vaterstadt Chemnitz besucht hatte, an der Universität Leipzig Philologie und Nationalökonomie. Nach Beendigung seiner Studien trat Rollfuß als Hilfsarbeiter in das Kömniglich Sächsische Statistische Büro ein. Von dort aus wurde er 1890 zunächst als Sekretariatsassistent an die Handels- und Gewerbekammer zu Zittau berufen und erhielt bald darauf das Amt des Sekretärs und Syndikus. Seit 1894 gehörte er für den Wahlkreis Zittau-Bernstadt der Zweiten Kammer der sächsischen Ständeversammluna an. Er war Mitglied der Nationalliberalen Partei, zu deren rechten Flügel er gerechnet wurde. Im Landtag hat er sich besonders in der Finanz- und Gesetzgebungsdeputation betätigt, namentlich in Fragen der Gewerbepolitik. Nur in den letzten Jahren hinderte ihn eine Krankheit, der er letztendlich erlag, an einer regeren Teilnahme an der Politik. Die Zittauer Handels- und Gewerbekammer widmet dem Verstorbenen einen ehrenden Nachruf.